# Kristina Hård

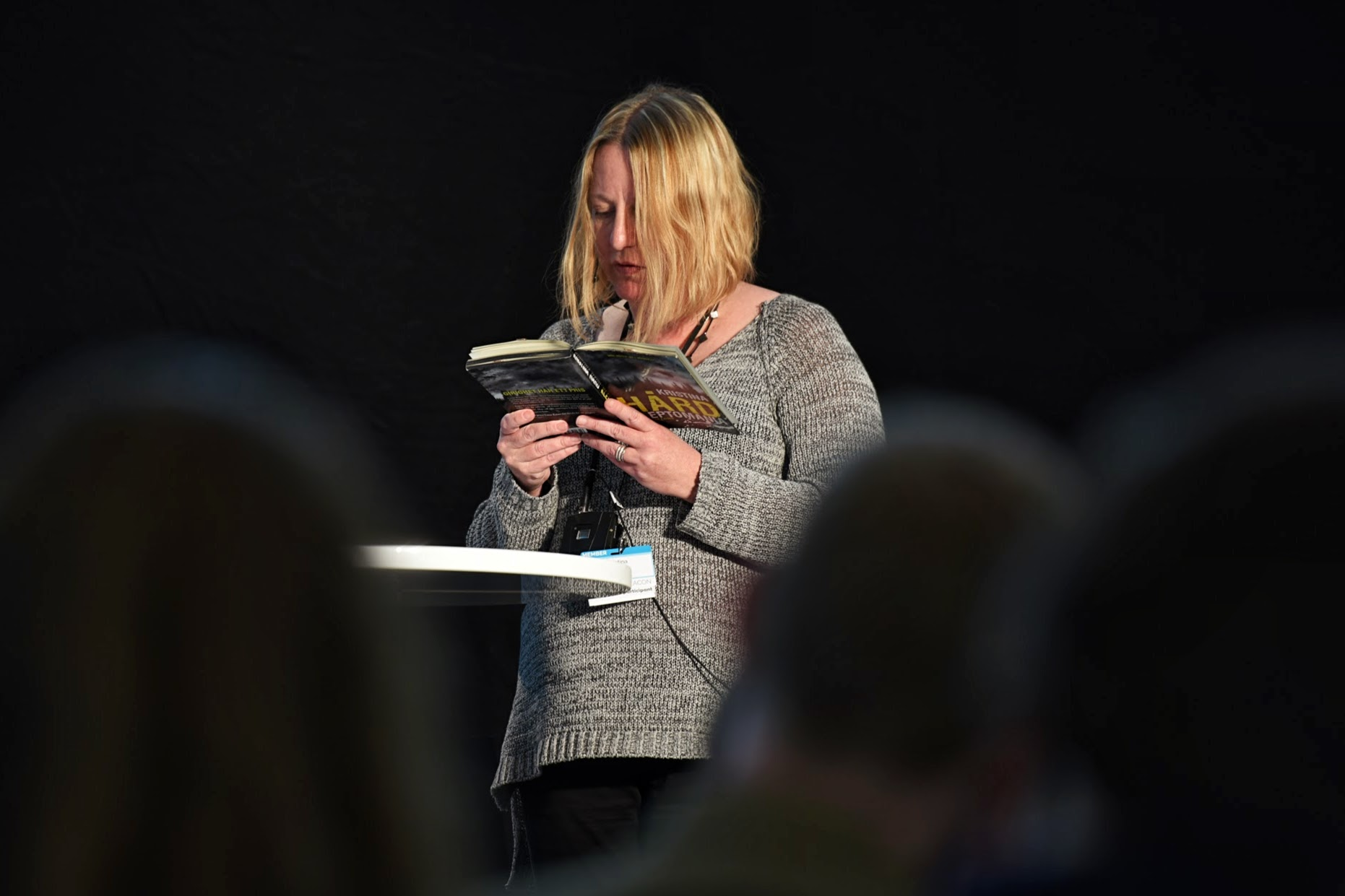
Kristina Hård högläser på Archipelacon i Mariehamn 2015.

Kristina Elisabet Hård, född 8 februari 1966 i Helsingborgs Gustav Adolfs församling i dåvarande Malmöhus län, är en svensk författare som skrivit fantasy och science fiction. Hon debuterade med romanen Alba 2009 och har sedan dess givit ut ytterligare två romaner, Himalayabreven (2010) och Kleptomania (2014). Hon är utbildad vid Författarskolan vid Lunds universitet och har tidigare även skrivit fackböcker inom data. Kristina Hård driver tillsammans med Henrik Pettersson bokförlaget Kraxa förlag, och båda poddar om berättelser och skrivande i podden Storysyndromet.